# Tour Porte au Prévost
La tour Porte au Prévost (aussi appelée tour du Prévôt ou porte au Prévôt) est un édifice fortifié faisant partie des anciennes fortifications de la ville de Thouars dans le département des Deux-Sèvres, en France.

## Localisation
La tour du Prévôt est située rue du Guesclin à Thouars, dans le nord des Deux-Sèvres. 
Avec la porte du Prince de Galles, la porte au Prévôt est l'une des deux tours-portes principales pour accéder à Thouars et plus précisément à l'entrée principale située au nord de la ville. Elle permet de protéger cette voie d'accès qui donne sur une plaine, facile à attaquer.

## Histoire
La construction de la tour remonte au XIIe siècle, à la même période que le reste des fortifications de la ville de Thouars. Cependant, Jean Mesqui estime que la construction de la tour s'est faite en deux temps, avec d'abord l'édification d'une tour rectangulaire au XIIe siècle puis d'éléments cylindriques, d'inspiration anglaise, au XIIIe siècle.
C'est par cette porte que l'armée de Bertrand du Guesclin pénètre dans la cité le 30 novembre 1372 pour la faire passer sous contrôle du roi de France, alors qu'elle était défendue jusque là par Amaury de Craon, favorable aux rois d'Angleterre. Rien ne permet cependant d'affirmer la présence du connétable de France en personne.
Au XVe siècle, la porte au Prévôt est recouverte d'un toit d'ardoise et dotée d'un système supplémentaire de mâchicoulis sur la face extérieure.
Le bâtiment sert un temps de prison. À partir du XVIIe siècle, il n'est plus utilisé dans un but défensif. Il sert pendant quelque temps aux commerçants du quartier mais son état se dégrade. Pour protéger les bâtiments voisins, la toiture est arrachée au XIXe siècle, ce qui accélère la fragilisation de l'édifice. 
La tour est classée au titre des monuments historiques depuis 1889. Au début des années 1960, la construction d'une terrasse bétonnée au sommet de la tour la protège des intempéries en la mettant hors d'eau, avant qu'un chantier de restauration en 1994 n'en fasse un point de vue sur la ville, ouvert au public. En 2025, elle ne se visite cependant plus depuis plusieurs années.

## Architecture
Cet édifice médiéval est décrit comme une tour ressemblant à un donjon. Elle est constituée de plusieurs éléments accolés les un aux autres : une tour carrée du XIIe siècle et des tours cylindriques de part et d'autre de l'entrée extérieure, du XIIIe siècle. 
La tour repose sur d'importantes fondations, divisées en trois blocs carrés, dont deux s'arrondissent par triangulation pour venir soutenir les éléments cylindriques. 
La forteresse est pourvue d'un système de défense avancé en cas d'attaque : deux herses relevables, des assommoirs et hourds ainsi que de multiples meurtrières. 

## Galerie

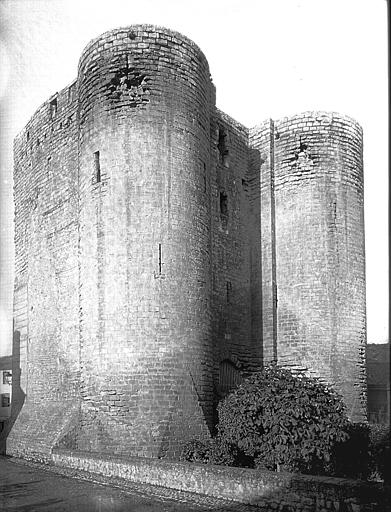
La tour du Prévôt en 1919.
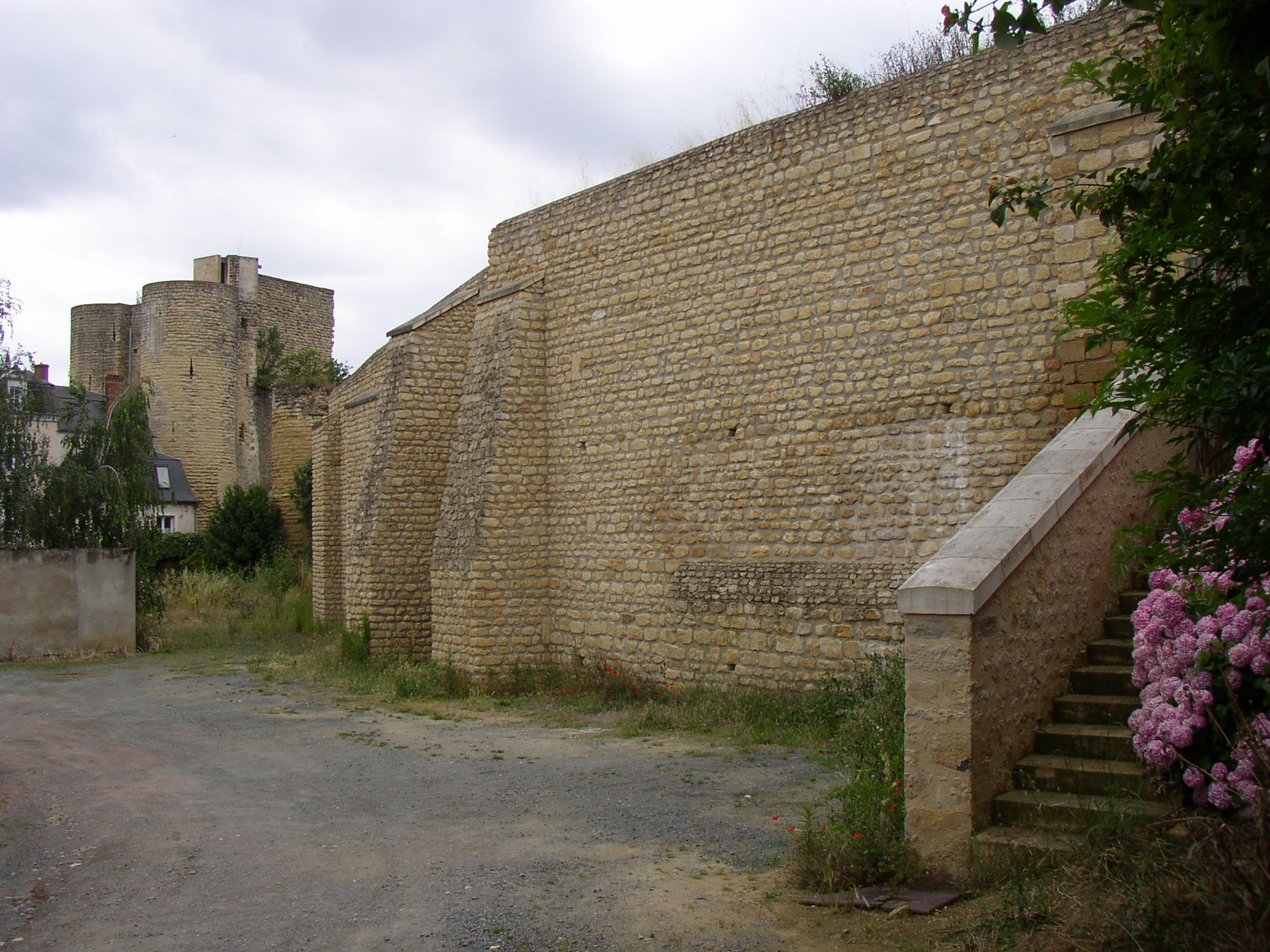
Aperçu de la tour du Prévôt et des remparts de Thouars en 2007.
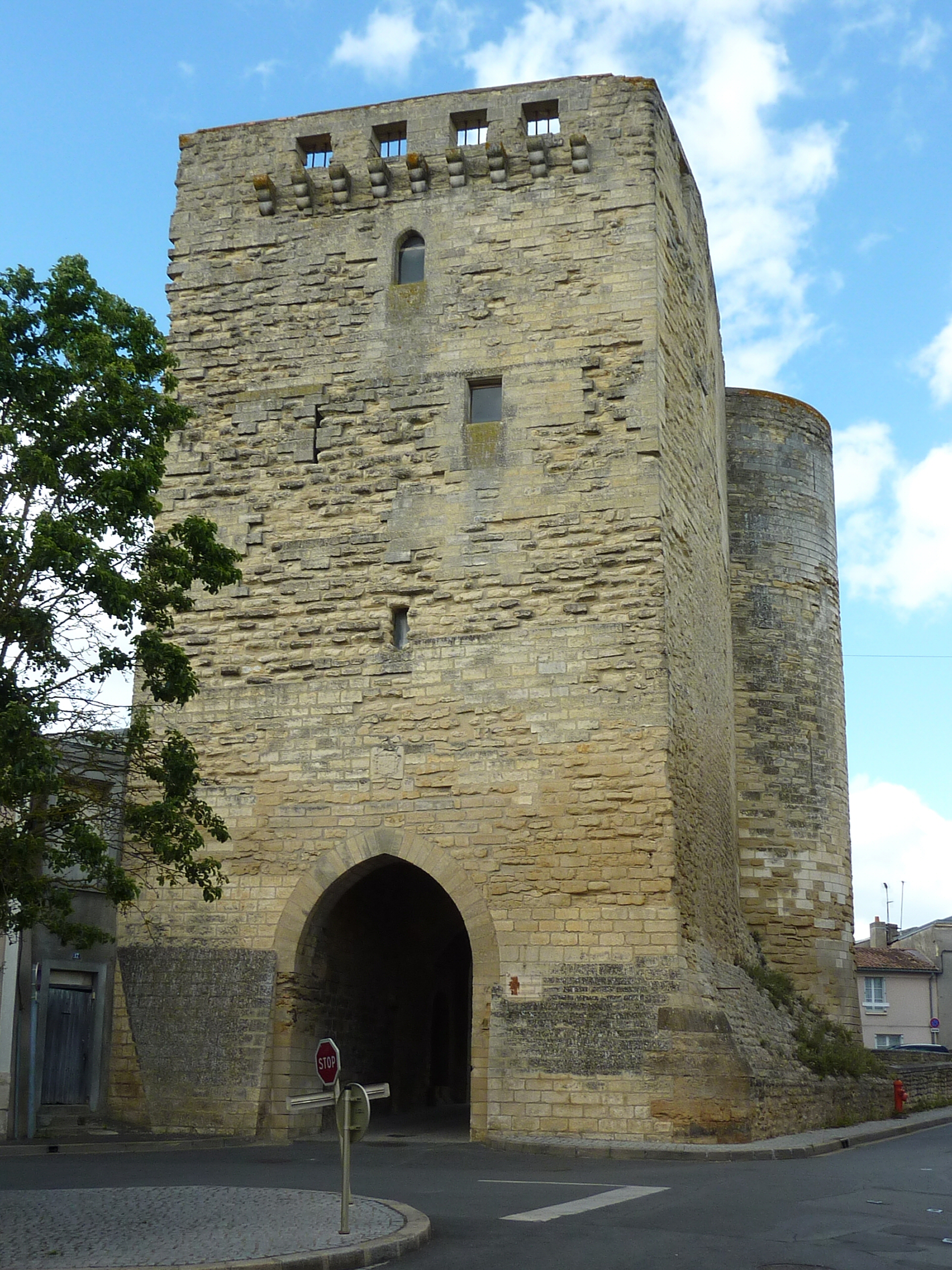
La porte au Prévôt en 2012.